# Parque de la Fraternidad Americana
El Parque o Plaza de la Fraternidad Americana, conocido en Cuba como Parque de la Fraternidad, es un conjunto de varios parques situados en el extremo sur del Paseo del Prado, en La Habana, capital del país. Es una de las zonas más céntricas y concurridas de la ciudad puesto que es utilizado como paradero de varias líneas del Metrobus y de taxis.
Además en sus alrededores se encuentran construcciones y monumentos de gran importancia, como la Fuente de la India, el Capitolio, el Palacio de Aldama y el Hotel Saratoga.

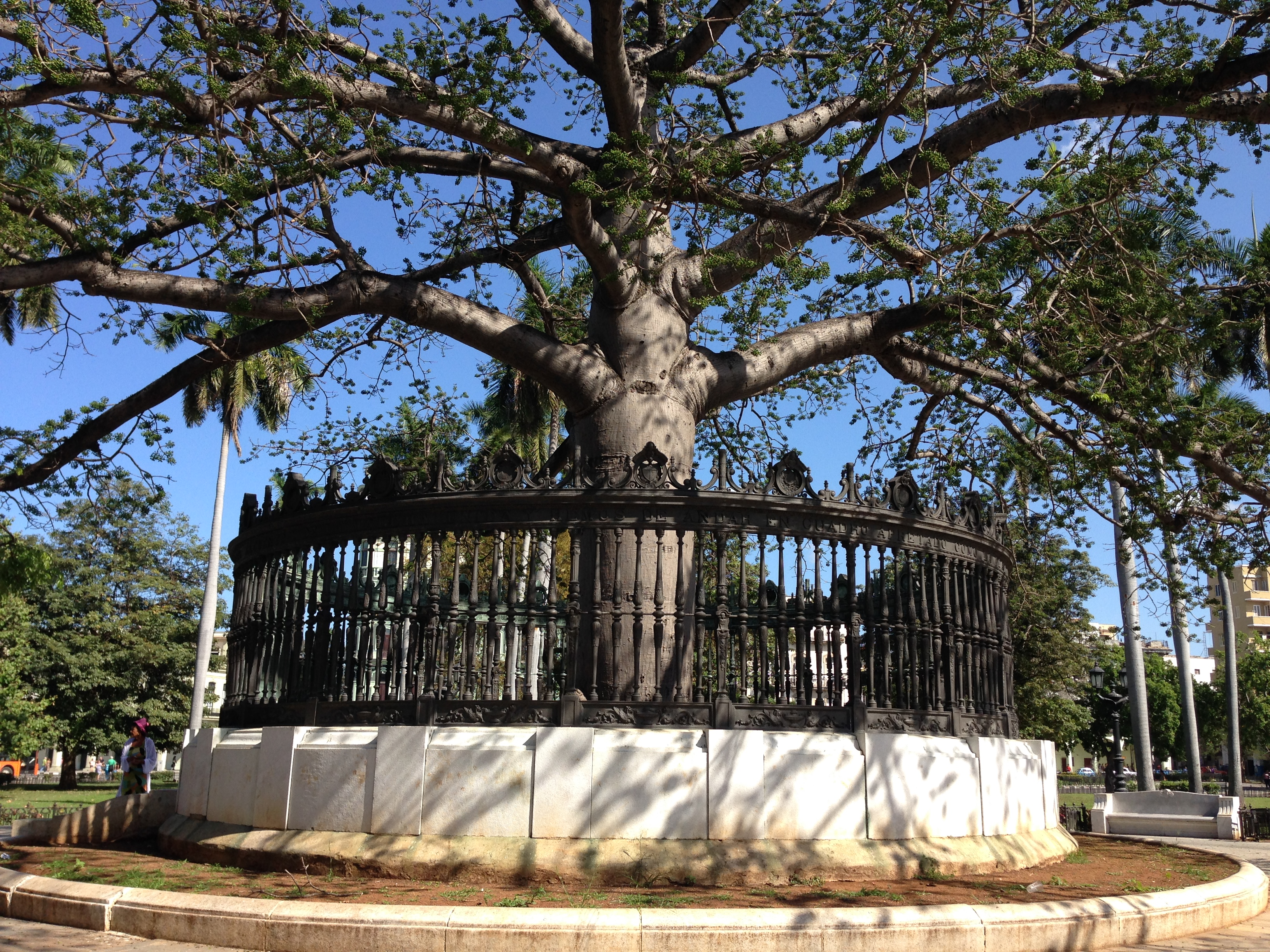
La ceiba en el centro del parque, plantada con tierra proveniente de todos los países del continente.

## Historia

### Colonia
El marqués de La Torre, Felipe de Fonsdeviela, capitán general de la isla ordenó en 1790, que se dispusiera del territorio que hoy ocupa el parque como Campo de Marte, destinado a la realización de ejercicios y desfiles militares, a partir de un proyecto del ingeniero belga Agustín Cramer es ampliado en 1793. Con el crecimiento de la ciudad y luego del derrumbe de la muralla, se trazaron las primeras calles y el gobernador colonial Miguel Tacón, remodeló el área y su perímetro fue delimitado por una reja de hierro. Este fue el período de mayor esplendor del parque. A finales del siglo XIX sufre cierto abandono debido a la guerra en que estaba sumido el país por lograr su independencia de España.

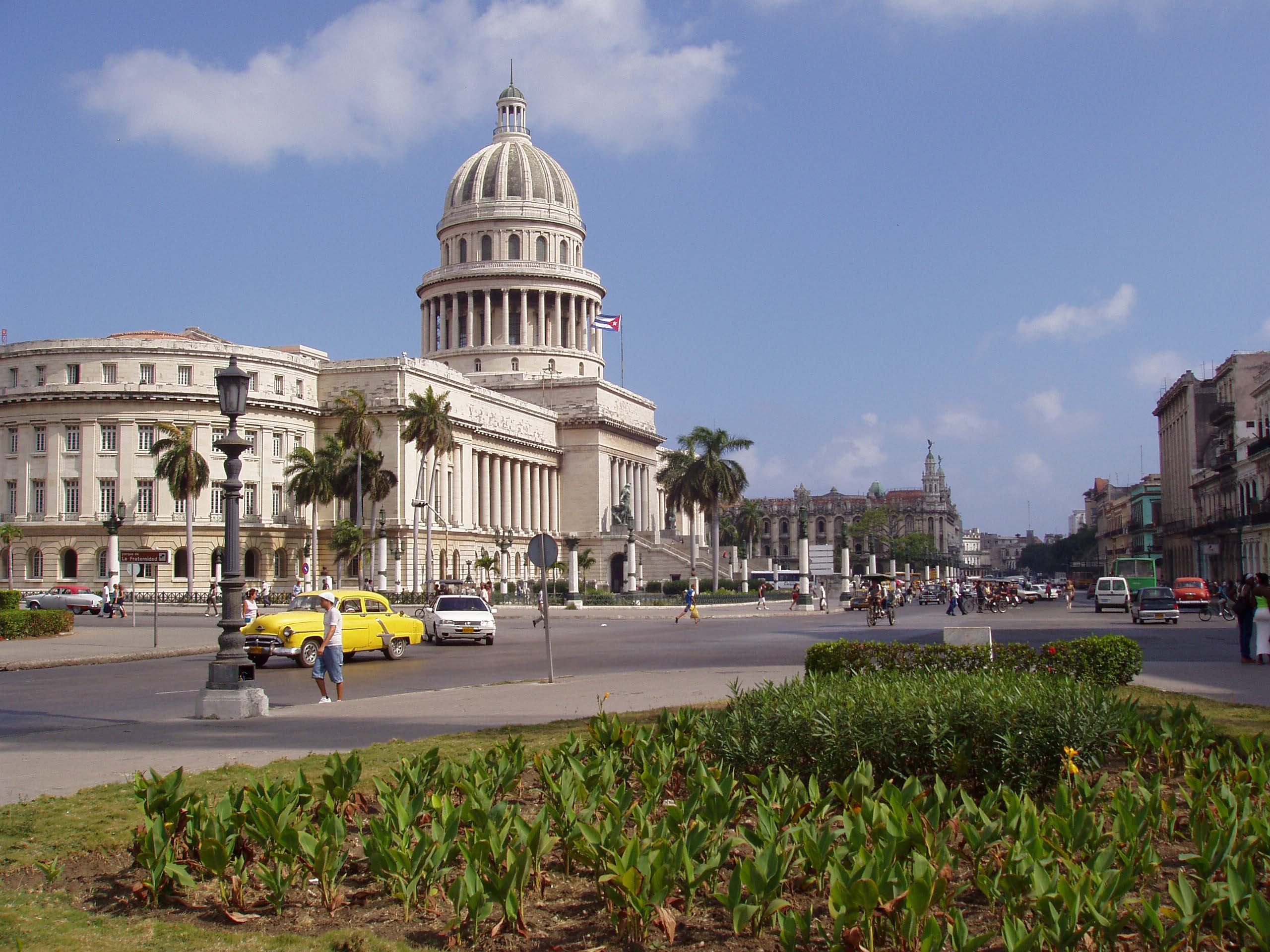
El Capitolio visto desde el parque.

### República
Con el fin de la Guerra Necesaria (guerra de Cuba en España) y el nacimiento de la República se construyeron varios caminos, jardines y fuentes, pero el famoso ciclón de 1926, lo destruyó casi en su totalidad. Con la llegada a la presidencia de Gerardo Machado, se crea el Plan director de la Ciudad, que perseguía modernizar a La Habana y situarla como una de las principales ciudades del continente, fue invitado el arquitecto y paisajista francés Jean-Claude Nicolas Forestier, el cual llega al país para comenzar la construcción de un parque de recreo en esta zona. La celebración en la capital cubana de la VI Conferencia Panamericana, sirvió de pretexto para cambiar el nombre definitivamente al antiguo Campo de Marte por el de Plaza de la Fraternidad Americana, pues en su parcela mayor se sembró el árbol de la fraternidad continental, una ceiba, el cual había sido sembrado en el barrio del Cerro con la instauración de la independencia en 1902 y se trasladó aquí el 24 de febrero de 1928, el árbol fue abonado con tierra de todos los países de América que eran independientes en esa época.
Mediante el proyecto de Forestier, se diseñaron varias parcelas de diversas dimensiones, teniendo en cuenta el trazado de las calles y aceras que las rodearon, cualificándose el espacio con mobiliario y elementos de jardín. Con posterioridad fueron colocados varios bustos de los próceres de la independencia de las naciones del hemisferio occidental.

### Revolución
Tras el triunfo de la Revolución cubana en 1959, el parque no sufrió transformaciones y se consolidó como uno de los centros fundamentales de la ciudad. Con el colapso de la URSS y el bloque socialista, Cuba entró en una etapa de crisis conocida como periodo especial, en la que el parque como otros sitios históricos sufrieron la imposibilidad de reparaciones en la década de 1990. Al comenzar la recuperación económica con el nuevo milenio, la Oficina del Historiador de La Habana, asume las labores de reanimación, con la restitución de su alumbrado, jardinería y muebles públicos. Desde los años 1980 es punto de encuentro de la homosexualidad de La Habana.